# Federación Deportiva del Comité Paralímpico Nicaragüense
La Federación Deportiva del Comité Paralímpico Nicaragüense (FEDCOPAN) es la organización deportiva encargada de organizar las actividades de la Paralímpica en Nicaragua, y lo representa ante el Comité Paralímpico Internacional (IPC) desde 2001. Su sede se encuentra en Managua, Nicaragua.
El presidente es Juan Francisco Balladares Petting, quien tomó el cargo en 2011 con una duración de 4 años para finalizar su cargo en 2015.

## Historia
El Comité Paralímpico Nicaragüense nace en el año 2001, donde por iniciativa de un grupos de atletas con discapacidad se reunieron para expresar sus inquietudes ante el director Ejecutivo del Instituto Nicaragüense de la Juventud y el Deporte (INJUDE), posteriormente se toma la decisión en conjunto formar un Comité Paralímpico en ámbito deportivo, los cuales se trabaja en la elaboración de los Estatutos que regirán este Comité, estas personas fueron: Dionisio Zeledón de parte del INJUDE, Tomás Hernández de parte de la Asociación de Sillas de Ruedas, Mario Soto de parte de los No Videntes, Sra. Reyna Hernández de parte de las Personas Sordas y la representante de los Pipitos Ana Isabel.
El Comité Paralímpico Nicaragüense (CPANIC), se constituyó oficialmente en el año 2002, con la integración de 4 asociaciones de Organizaciones con discapacidad en el ámbito del deporte siendo estas: Asociación de Padres con Hijos con Discapacidad (Los Pipitos), Asociación de Personas Sordas (ANSNIC), Asociación de Ciegos (OCM-MT), Asociación de Deportes sobre Sillas de Ruedas (ANDSR); y en la actualidad hemos integrado una discapacidad más, siendo esta: Asociación de Bandidos de Un Brazo (Amputados de miembros superiores) y seguir integrando más Asociaciones que practiquen deportes con Discapacidad.
En el año 2007 se obtiene la Personería Jurídica de nuestro Comité el cual se obtiene bajo el nombre de Federación Deportiva del Comité Paralímpico Nicaragüense bajo las siglas FEDCOPAN, desapareciendo las siglas de CPANIC.

## Deportes
| - Atletismo - Esgrima en silla de ruedas - Golbol | - Natación - Tenis en silla de ruedas - Tenis de mesa |

## Junta Directiva
| Cargo          | Encargado                         |
| -------------- | --------------------------------- |
| Presidente     | Juan Francisco Balladares Petting |
| Vicepresidente | Guillermo Antonio Pérez Ocón      |
| Secretario     | Dionisio de Jesús Zeledón Ayala   |
| Tesorero       | David Isaac López Sevilla         |
| Fiscal         | Tomás Ramón Hernández             |
| 1.er. Vocal    | Reyna Johanna Cruz Hernández      |
| 2.º. Vocal     | Tatiana Janina Donaire            |